# Київ-6
Київ-6 — український тролейбус, що випускався з 1968 по 1973 роки Київським заводом електротранспорту, за час виробництва випущено понад 300 екземплярів цього тролейбуса. Примітно, що «Київ-6» був крупнішим за своїх попередників «Київ-4» і «Київ-2». У цьому тролейбусі було застосовано декілька технічних новацій, наприклад деякі тролейбуси експериментально обладнувався тиристорно-імпульсною системою керування.
Цей тролейбус був тридверним, і не просто тридверним, а першим серійним тридверним тролейбусом у Радянському Союзі (до нього був ще один, ЗіУ-5, що був тридверним, однак він був випущеним у одиничному екземплярі на початку 1960-х, і, ймовірно працював у Саратові).
Також на противагу своїм попередникам, «Київ-6» вийшов набагато якіснішим та вдалішим, тому ці моделі служили значно довше, аніж «Київ-2» та «Київ-4».

## Історія
Київський завод електротранспорту ще наприкінці 1950-х років за кресленнями СВАРЗу будував тролейбуси МТБЕС, що працювали у декількох містах УРСР, однак пізніше керівництво заводу вирішило розробити власну модель, при чому принципово нову. Спершу у 1960 році побудовано експериментальний «Київ-1», однак через завеликий передній звис він у серію не пішов. Пізніше на базі МТБЕСу було розроблено тролейбус моделі «Київ-2», середньої місткості з рамною основою та клепаним кузовом. Київ-2 випускався до 1964 року, і на конвеєрі його змінила модернізована модель «Київ-4» зі зварним кузовом, та лобовим склом з 2 частинок (у «Київ-2» їх було 4, як на МТБЕС). Однак усі ці машини були невеликих розмірів (10,33 м) і мали середню місткість і до того ж дуже посередню якість, тому ще у 1965 році на заводі почалася розробка принципово нової моделі тролейбуса. Київ-6 отримав велику площу скління, кращий та просторіший салон, і міг уміщувати близько 120 пасажирів (що було ледь не вдвічі більше аніж могли вмістити його попередники), тобто суттєві переваги над «Київ-4» він мав.
У результаті, через рік, у 1966 році був побудований перший дослідний зразок, який дістав назву «Київ-6». Машина мала тридверний кузов, як виявилося, К-6 став першим серійним тролейбусом у СРСР з тридверним кузовом. Тролейбус оснастили мостами МАЗ-500 та планетарним редуктором МАЗ-503. На тролейбусі застосували автоматичну реостатно-контакторну систему керування (електрообладнання узяли від ЗіУ-5), а також пневмопідсилювач керма, що було важливим, оскільки це значно полегшувало роботу водія, а підсилювача керма у Київ-2 та Київ-4 не було, тому, безперечно цими тролейбусами керувати було важко. Також на К-6 встановили потужніший двигун, і за динамікою Київ-6 вийшов кращим, аніж його попередники.
Протягом двох років модель вдосконалювали, і перший екземпляр виїхав на вулиці Києва на випробування 1 березня 1968 року на тролейбусний маршрут № 6. Пізніше, він став основною для серійної моделі тролейбуса, що мала покращений дизайн, та отримала назву «Київ-6А», це власне і був серійний тролейбус. Як і інші тролейбуси марки «Київ», «Київ-6» отримав традиційне прізвисько «Киянка», що було характерним для усіх київських тролейбусів у той час, і навіть зараз, машини «Київ-12», випущені на авіаційному заводі «Авіант» з дюралюмінієвим кузовом, також мають прізвисько «киянка»
Окрім покращеного дизайну, з 1969 року машини стали комплектувати угорськими мостами Raba, що було вперше за виробництво тролейбусів марки «Київ». Машини Київ-6 у 1969 році остаточно замінили на конвеєрі модель «Київ-4». Київ-6 мав непогані перспективи, більше того, у середині 1960-х років почалися розробки тиристорно-імпульсної системи керування тяговим двигуном. За базу була узята схема німецької фірми ABB, яку протягом кількох років значно покращили та модернізували. У 1968 році тиристорно-імпульсну СУ експериментально поставили на Škoda 9Tr, і випробування показали, що ця електроніка цілком дієздатна. У 1969 році ТІСУ обладнали серійний «Київ-6», а модифікація отримала назву «Київ-6Т».
ТІСУ, на відміну від РКСУ забезпечувала безступінчату зміну сили струму, що проходить через обмотки тягового електродвигуна, що відповідно надає можливість плавного розгону та гальмування тролейбуса. «Київ-6» з тиристорно-імпульсною системою керування виїхав на вулиці Києва 17 квітня 1972 року. Однак через недостатнє фінансування проєкт обладнання ТІСУ скоро закрили, а у 1973 році і саму модель було знято з виробництва, оскільки у усі міста поступали чеські Škoda 9Tr, і російські ЗіУ у достатніх кількостях. За час виробництва випущено 336 екземплярів.
Київський завод електротранспорту вирішив розробити ще одну модель під назвою «Київ-7», однак так нічого і не змогли, і зайнялися випуском вантажно-технічних тролейбусів під маркою «КТГ» з відкритим та закритим кузовом та додатковим карбюраторним двигуном внутрішнього згоряння, можливо, моделі ЗІЛ-157 (?). Ці машини працювали у ролі буксирів, підвозили продукти до магазинів.
«Київ-6» стали останніми пасажирськими тролейбусами, що випускалися КЗЕТом у радянський період. Ці машини виявилися якіснішими, більш місткими та кращими порівняно з «Київ-4», і вони працювали у великих кількостях у Луцьку та Макіївці, також одиничні екземпляри були у Хмельницькому та Черкасах; у Києві їх було одиниці, і їх відправлено у інші міста. Хоч машини були непоганими, все ж не така висока якість, а також погана експлуатація зробили своє: машини почали списувати ще наприкінці 70-х за наявності іншого та надійнішого рухомого складу. Останні «Київ-6» списано у середині 1980-х. З машин збереглася лише одна, точніше один кузов «Київ-6» у тролейбусному депо у Луцьку, що використовувся як сарай (у січні 2011 року  машину було порізано).

## Опис моделі
«Київ-6» став першим тридверним тролейбусом у Радянському Союзі, та першою машиною великої місткості, що випускалася на Київському заводі електротранспорту. Машина мала чимало переваг у порівнянні зі своїми попередниками, наприклад у габаритах — довжина тролейбуса становила 11,5 метра, машина за своїми габаритами стала крупнішою за «Київ-4» та «Київ-2», значно збільшено і площу скління. Як вже згадано вище, тролейбус мав тридверний кузов, середні двері, зрозуміло, розміщувалися у колісній базі.
Основою усієї конструкції тролейбуса слугувала тримальна рама, яка була головним тримальним елементом конструкції Київ-6, на яку кріпилися усі необхідні вузли та агрегати. Каркас тролейбуса виконувався зі сталевих труб, а обшивка даху, боковин, передка та задка виконувалася зі сталевих листів. У цілому, конструкція тролейбуса вийшла міцною та кращою за конструкції своїх попередників. Порівняно з «Київ-4», дизайн нового тролейбуса істотно покращився.
Окрім помітного збільшення площі скління, значно збільшилося лобове скло Київ-6; воно складалося з двох половинок, панорамне лобове скло забезпечувало водієві хороший рівень огляду. Світлотехніка на передку, окрім 2 звичайних фар та вказівників повороту над ними, включала у себе ще й протитуманні фари жовтого кольору (на фото вони менші за головні фари). У Київ-6 залишився маленький «шпаківник» рейсовказівник, що показував лише номер маршруту, такий самий був у «Київ-4». Також слід зазначити, що у тролейбуса на передку красувалася вже оновлена емблема КЗЕТу.
Тролейбус «Київ-6» обладнувався механічною системою штанговловлювання: канати, прив'язані до верхніх кінців штанг (струмоприймачів), призначені для знімання штанг намотувалися на два барабани, що містилися всередині двох бобин, що були прикріплені до задньої панелі тролейбуса; однак вони не завжди застосовувалися, натомість канати прив'язувалися до драбини або до крюків, прикріплених до кузова. Електрообладнання тролейбуса було узяте не від давно застарілого МТБ-82, а від ЗіУ-5: тролейбус отримав 110-кіловатний тяговий електродвигун постійного струму ДК-207Г1, що мав необхідну для такої машини потужність, і тролейбус виявився досить швидким та динамічним, максимальна швидкість, що міг розвинути Київ-6 становила не менше, аніж 65 км/год. Система керування тяговим двигуном стала автоматичною реостатно-контакторною: послідовність комутації пусково-гальмівних реостатів керувалася спеціальним багатопозиційним комутаційним апаратом (груповим реостатним контроллером), а вже не водієм рухомого складу через педаль контро́лера, як це було на Київ-2 та Київ-4.
Сучаснішого електрообладнання на Київ-6 не стояло тому, що сучаснішого у Радянському союзі тоді ще просто не було. Однак, велися розробки нової електроніки на базі схеми ТІСУ німецької фірми ABB. Один, або декілька тролейбусів Київ-6 обладнували ТІСУ (скільки точно невідомо, це робилось експериментально), що забезпечувала безступінчату зміну сили струму, що проходила через обмотки ТЕД, і відповідно плавний розгін та гальмування. Тяговим мостом у тролейбуса Київ-6 був задній, крутний момент, що створювався тяговим електродвигуном, карданною передачею передавався на задні тягові колеса; ТЕД у тролейбуса розміщувався під підлогою салону, а мости тролейбуса спершу були МАЗ-500, з 1969 року почали ставитися угорські мости «Raba». Гальмівна система була двоступінчатою: спершу вступало у дію електрогальмо, а потім пневмогальмо (двоконтурне). Цікавий і той факт, що машини Київ-6 обладнувалися декоративним колісними ковпаками, однак у процесі експлуатації їх просто знімали.
Київ-6 мав тридверний кузов, а до салону вело три широкі чотиристулкові двері ширмового типу з пневмоприводом. Наявність трьох дверей була зручнішою для пасажирів, ніж наявність лише двох. Суттєво збільшено площу скління. Салон тролейбуса був достатньо просторим, і світлим за рахунок великої площі остеклення, у тому числі і великих задніх склопакетів. Сидячих місць у тролейбуса було навіть більше, ніж треба — 41 штука. Сидіння мали синтетичну обшивку та встановлювалися попарно (вони були не «диванними», як на Київ-2, а роздільного типу), тому у тролейбуса було чотирирядне планування — з кожного боку по два сидіння, тим не менше, прохід між рядами був широкий; задній ряд являв собою 5 сидінь роздільного типу. Єдине, що було незручним, це відсутність горизонтальних поручнів, були лише вертикальні. Київ-6 мав набагато більшу місткість, ніж його попередники, що становила цілих 120 чоловік. Для вентиляції у кожному вікні була зсувна кватирка, були і дахові люки; також покращилася система опалення.
Кабіни водія, як такої у тролейбуса не було, була лише неповна засклена перегородка. Місце водія порівняно з попередниками дещо змінилося, наприклад приладова панель була розміщена не під кутом, а вже цілком горизонтально. Особливого комфорту у водія не було, однак було введено таку річ, як пневмопідсилювач керма, який робив керування машиною легшим. Істотно покращився рівень огляду, адже було введено панорамне лобове скло. Органи керування були представлені тумблерами, справа від керма розміщувалися манометри пневмосистеми, спідометр та показник напруги. Важіль ручного гальма розміщувався зліва від сидіння (воно було практично таким самим, як і пасажирські), а педаль акселератора і гальма розміщувалися справа та зліва від кермової колонки.

## Технічні характеристики
- Модель: «Київ-6»
- Прізвиська: «Киянка»
- Попередник: «Київ-4»
- Модифікації: Київ-6А (цю модель серійно і випускали), Київ-6Т (експериментальні, обладнані ТІСУ)
- Виробник: Київський завод електротранспорту
- Роки виробництва: 1968—1973
- Кількість випущених екземплярів: 336

Технічна характеристика тролейбуса:
| Довжина, мм                             | 11570                                      |
| Ширина, мм                              | 2600                                       |
| Висота, мм                              | 3325                                       |
| Колісна база                            |                                            |
| Колісна формула/тягові колеса           | 4×2 / задні                                |
| Мости                                   | МАЗ-500 / Raba                             |
| Споряджена маса, кг                     | 10000                                      |
| Повна маса, кг                          |                                            |
| Тяговий міст —                          | задній                                     |
| Ширина дверних пройм, см                |                                            |
| Кількість дверей                        | 3, чотиристулкові                          |
| Тип                                     | ширмовий                                   |
| Кількість сидячих місць, шт             | 41                                         |
| Планування салону                       | чотирирядне                                |
| Ширина проходу між рядами, см           |                                            |
| Ширина між боковими стінками, см        |                                            |
| Крок одномісних/двомісних сидінь, см    |                                            |
| Повна місткість, чол                    | 120                                        |
| Гальмівна система                       | електродинамічна/пневматична двоконтурна   |
| Електродвигун                           | ДК-207Г1                                   |
| Потужність, кВт                         | 110 (при 1420 об. ротора/хв)               |
| Тип                                     | постійного струму                          |
| СУ тяговим двигуном                     | РКСУ автоматична / ТІСУ (експериментальна) |
| Робоча напруга, В                       | 550                                        |
| Максимальна швидкість, не менше, км/год | 65                                         |